# Deinonychus
Deinonychus (z řeckého δεινος - "strašný" a ονυξ/ονυχος - "dráp") byl rodem masožravého teropodního dinosaura z čeledi Dromaeosauridae, žijícím v období rané křídy na území Severní Ameriky.

## Popis
Fosilie tohoto asi 3,3 až 4 metry dlouhého a kolem 60 kg vážícího maniraptora pocházejí ze souvrství Cloverly, souvrství Antlers a Cedar Mountain. Podle jiných odhadů však mohl dosahovat hmotnosti kolem 100 kilogramů. Deinonychus žil ve spodní křídě (stupně apt, alb) před asi 115 až 108 miliony let.

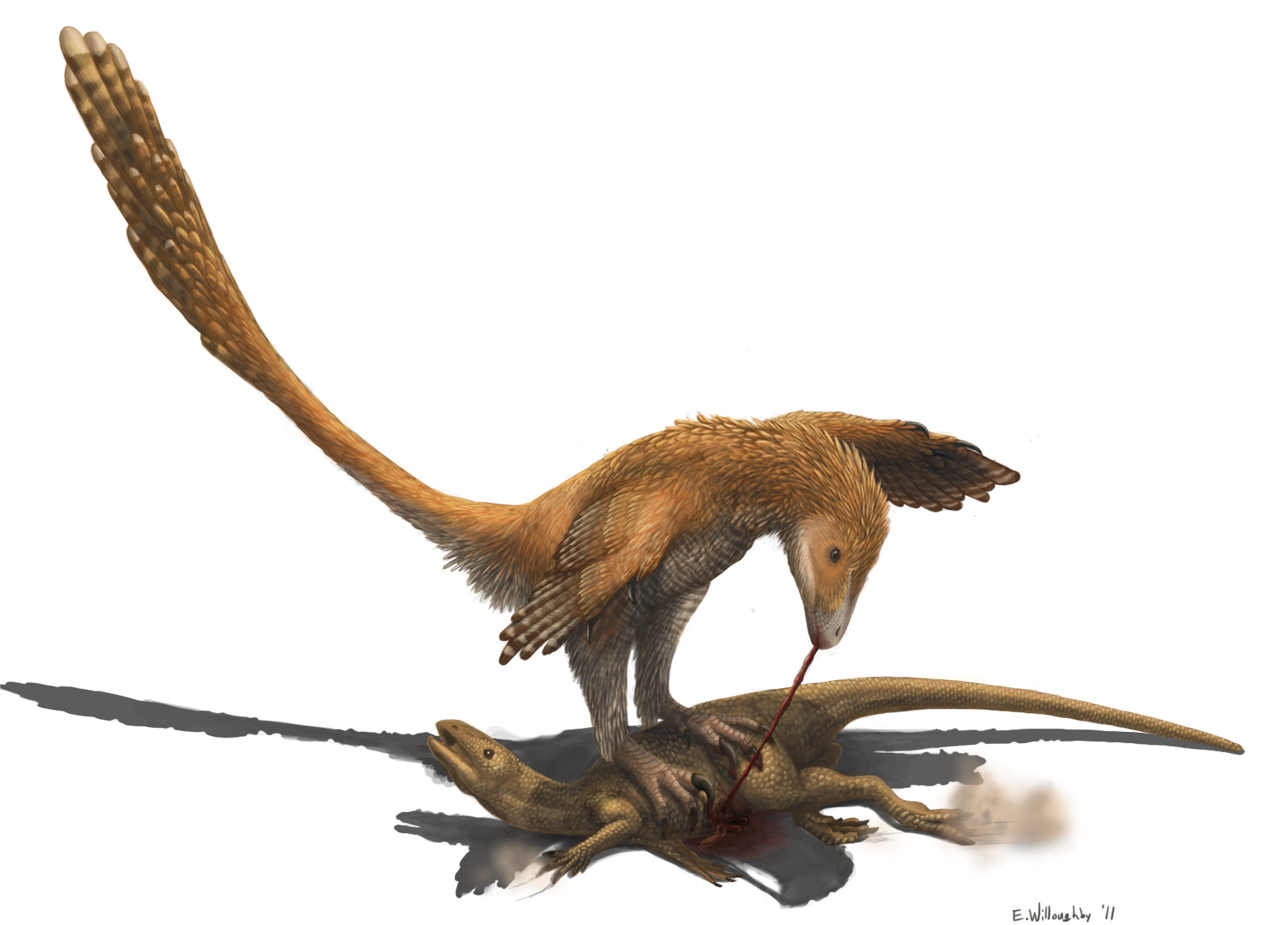
Rekonstrukce bojujícího deinonycha a zephyrosaurus.

## Objev a charakteristika
Deinonychus byl objeven a formálně popsán americkým paleontologem Johnem Ostromem v 60. letech 20. století na západě USA (v Montaně). Stal se jedním z prvních uznávaných dokladů o příbuznosti ptáků a dinosaurů. Anatomická podobnost kostry deinonycha, archeopteryxe a dnešních ptáků byla tak velká, že ji nešlo přehlédnout. Právě s objevem tohoto dinosaura tak začala tzv. Dinosauří renesance. K lovu využíval své čelisti, tříprsté přední končetiny se silnými drápy a především mohutné drápy na druhém prstu zadních končetin (typický znak kladu Deinonychosauria). V pohybu míval tyto drápy zvednuté, aby se neotupily a nepřekážely mu v běhu. Je také pravděpodobné, že tento nebezpečný dravec žil a lovil ve smečkách. Oběti lovil ve skoku a přitom kormidloval svým dlouhým ocasem. Podle některých studií dosahoval tento dinosaurus rychlosti běhu kolem 40 km/h, zachované fosilní stopy podobných teropodů pak ukazují, že jeho "klidová rychlost" při chůzi činila kolem 10 km/h. Byl nepochybně velmi nebezpečným dravcem.

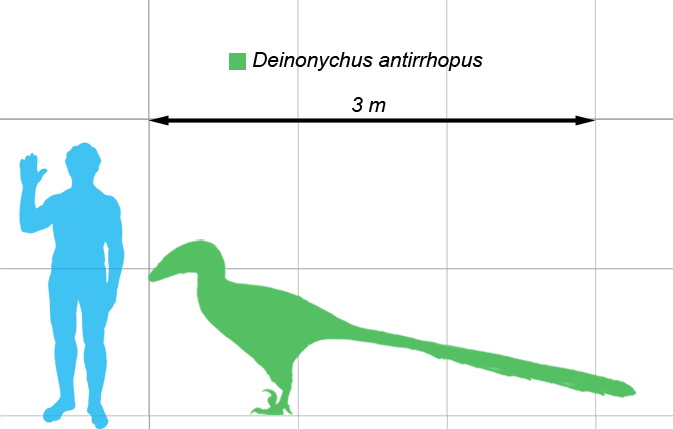
Velikostní porovnání s člověkem

## Paleoekologie
Deinonychové byli zřejmě smečkoví lovci, jak dokazuje i množství jejich fosilních zubů, objevovaných na některých lokalitách. Pravděpodobně dokázali společnými silami ulovit větší kořist, než byli oni sami. V úvahu přicházejí například někteří ornitopodi střední velikosti, jako byl rod Tenontosaurus, žijící ve stejných ekosystémech. Při celkové délce asi 6 až 7 metrů dosahoval hmotnosti kolem 1000 kilogramů a byl tak nejméně desetkrát těžší, než jednotlivý dospělý deinonychus. Smečka těchto menších dravců jej však nejspíš dokázala udolat.
Útočit mohl potenciálně také na mláďata obřích sauropodů, jako byl rod Sauroposeidon (ovšem pouze za předpokladu, že nebyla chráněna dospělými jedinci). Vzhledem k velikosti těchto sauropodů (hmotnost přes 50 tun) je ale nepravděpodobné, že by na ně deinonychové běžně útočili.

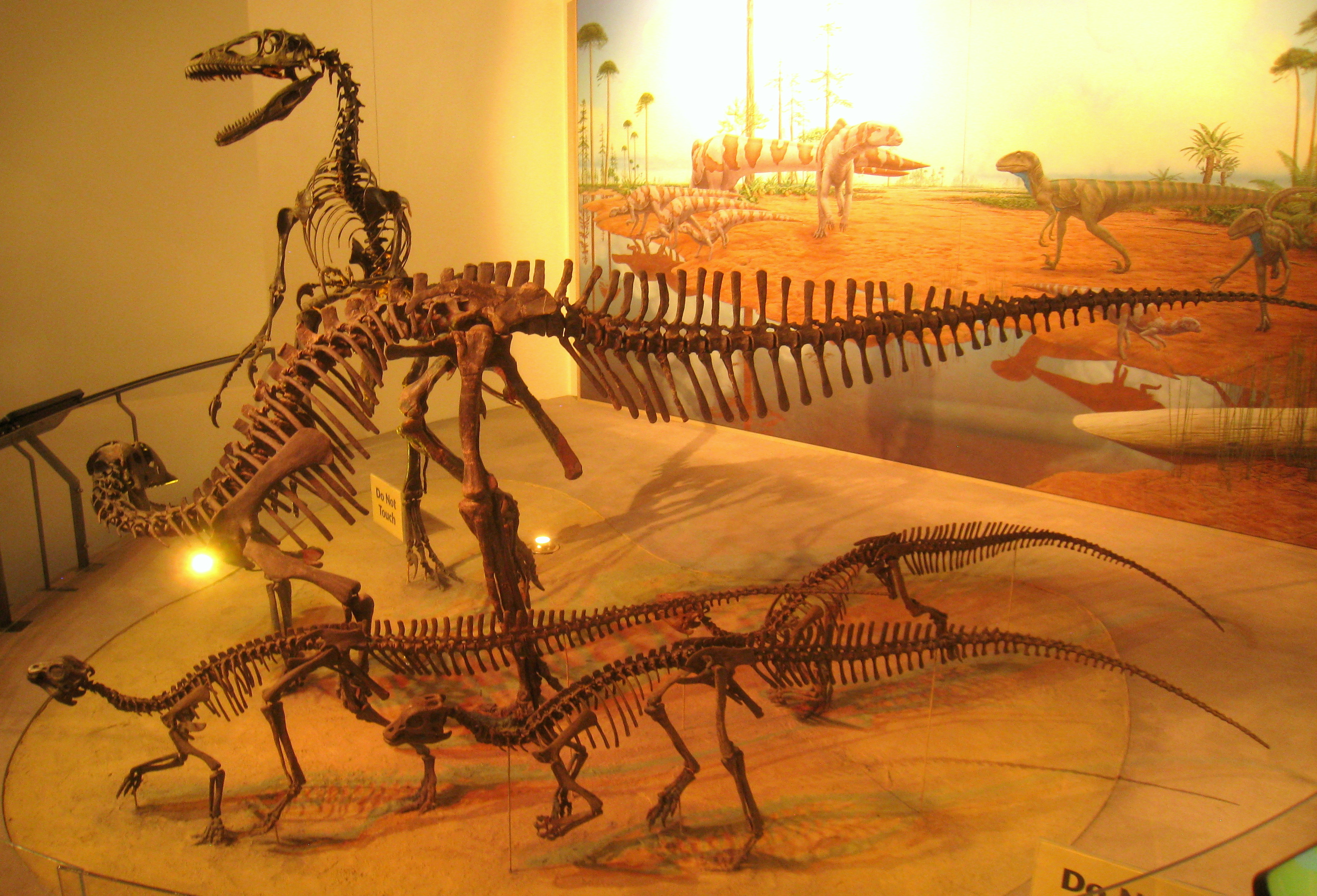
Model bojujícího deinonycha a tenontosaurus, expozice Academy of Natural Sciences.

Výzkum chemického složení fosilních zubů ukazuje, že deinonychové se v juvenilním vývojovém stadiu (jako mláďata) živili jinou potravou než v dospělosti. To spíše odporuje myšlence jejich společného smečkového lovu a napovídá tomu, že mohli být spíše tzv. agonistickými predátory, podobně jako například současní varani komodští.
Ekosystémy souvrství Antlers vykazovaly velmi horké a vlhké prostředí, průměrné teploty se zde pohybovaly mezi 26 a 31 °C. Prostředí, kde žili deinonychové a jejich současníci, se dá tedy označit za "skleníkovou" biosféru, typickou právě pro období přelomu spodní a svrchní křídy.

## Zajímavosti
V roce 2022 byla nekompletní kostra deinonycha vydražena za 12,4 milionu dolarů a stala se tak jednou z nejdražších prodaných fosilií v historii.